# 月橋渡
月橋渡（つきはしわたる）は、京都市右京区にある嵐山商店街のゆるキャラである。
全身が白く、黒丸の目と白丸の口があり、胴体の胸から腹にかけて「渡月橋」という文字が縦書きで記されている。背中には橋の欄干を模した飾りが付けられている。

## 設定
- 性別：男の子[2]。
- 年齢：だいたい1180歳ぐらい[2]
- チャームポイント：色白とよく言われる[2]
- 好きなこと：お月見、写真撮影[要出典]